# جوناثان روبنسون (سياسي أمريكي)
جوناثان روبنسون (بالإنجليزية: Jonathan Robinson)‏ هو قاضي ومحامي وسياسي أمريكي، ولد في 11 أغسطس 1756 في الولايات المتحدة، وتوفي في 3 نوفمبر 1819 في بينينغتون في الولايات المتحدة. حزبياً، نشط في الحزب الجمهوري الديمقراطي. وقد انتخب عضو مجلس نواب فيرمونت وانتخب عضو مجلس الشيوخ الأمريكي.